# Neuville-au-Bois
Neuville-au-Bois ist eine französische Gemeinde mit 146 Einwohnern (Stand 1. Januar 2022) im Département Somme in der Region Hauts-de-France. Sie gehört zum Arrondissement Amiens und zur Communauté de communes Somme Sud-Ouest.

## Geografie
Die Gemeinde Neuville-au-Bois liegt 17 Kilometer südlich der Stadt Abbeville und ist etwa 30 Kilometer von der Ärmelkanalküste entfernt.
Nachbargemeinden von Neuville-au-Bois sind Vaux-Marquenneville im Norden, Citerne im Nordosten, Franceville-en-Vimeu im Südosten, Oisemont im Südwesten sowie Fresnes-Tilloloy im Nordwesten.

## Geschichte
Frühere Namen der Gemeinde waren im 18. Jahrhundert Neuville aux Bois (1793) und im 19. Jahrhundert La Neuville-aux-Bois (1801).

### Bevölkerungsentwicklung
| Jahr      | 1962 | 1968 | 1975 | 1982 | 1990 | 1999 | 2007 |
| Einwohner | 157  | 160  | 174  | 169  | 190  | 183  | 183  |

## Sehenswürdigkeiten
- Kapelle Notre-Dame-de-la-Délivrance
- Lustgarten des Schlosses Neuville (Jardin d'agrément du château de Neuville)[2]